# ノルウェー沿岸警備隊

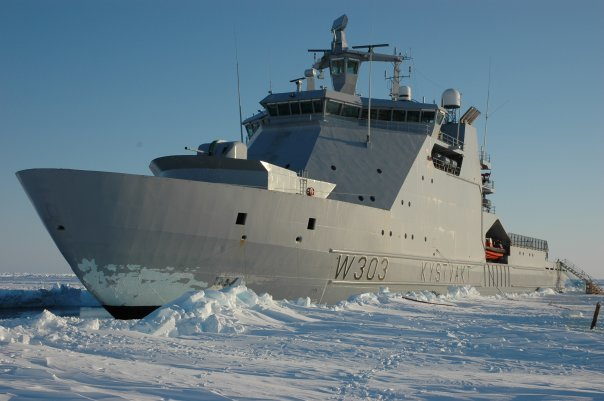
スヴァールバル Svalbard

ノルウェー沿岸警備隊（ノルウェーえんがんけいびたい Kystvakten 英：Royal Norwegian Coast Guard）はノルウェーにおける沿岸警備隊組織。ノルウェー海軍の傘下にあり、漁業保護などを主目的とする。1977年4月1日に設立された。

## 概要
200海里の排他的経済水域の問題から、ノルウェー海の漁業権の保護・監視をおこなう必要が生じた。そのために、1977年にノルウェー海軍から分離し、沿岸警備隊が組織された。任務としては漁業権保護が中心であり、その他に環境汚染の監視や救難業務などをおこなっている。戦時には海軍と協力し軍事任務を遂行する。
所属船舶は21隻であり、ヘリコプターは6機保有している。ノルウェー空軍のP-3N哨戒機2機が沿岸警備隊の支援に割り振られている。人員は約800名、司令部はオスロにあり、管轄区域は北緯65度を境に、北部地区と南部地区に2つに分けて業務を遂行している。哨戒艦艇は北洋での行動があるため、ノルトカップ級など対氷性を持つものも保有している。

## 沿岸警備隊の艦艇

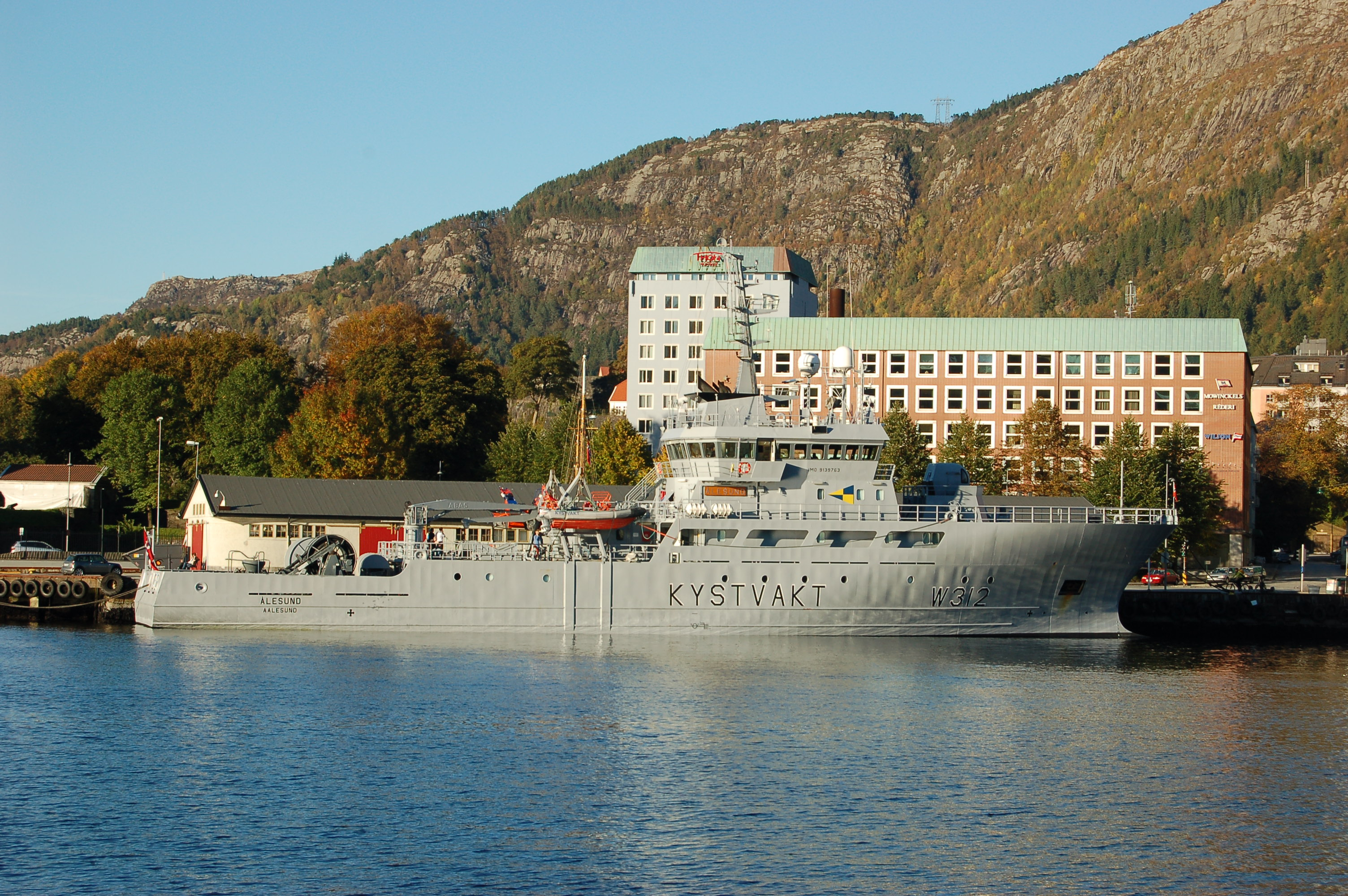
オーレスン Ålesund

### 北部沿岸警備隊
- ハーシュタ Harstad
- スヴァールバル Svalbard
- アンデネス Andenes
- ノールカップ Nordkapp
- センジャ Senja
- チーフテン Chieftain
- シュタルバス Stålbas
- ファーム Farm
- ヘイムダル Heimdal
- トール Tor

### 南部沿岸警備隊
- レイクヴィン Leikvin
- オーレスン Ålesund
- ノルン Nornen
- ニョルズ Njord

### 計画中の艦艇
- 5隻のノルン級警備艦が発注され、3隻が受領された。
- バレンツシャフ級 - 3隻の新型のハイブリッド式ディーゼル-LNG艦艇